# Painkiller: Resurrection
Painkiller: Resurrection – gra komputerowa stworzona w 2009 roku przez austriacką firmę Homegrown Games. Painkiller: Resurrection to trzecia część gry zapoczątkowanych dziełem polskiej firmy People Can Fly, zarządzanej przez Adriana Chmielarza. Gra została stworzona na zlecenie firmy JoWood, posiadającej ówcześnie prawa autorskie do produktu.

## Poziomy
- Katedra
- Zapomniana Dolina
- Góry Posępne
- Nawiedzone Miasto
- Hangar
- Pełne Morze

## Fanowski patch
Niedługo po premierze Painkiller: Resurrection został wydany fanowski patch do gry, który poprawiał większość błędów związanych z problematyką gubienia się na mapach, poprawiający wiele błędów graficznych oraz dodający więcej elementów na mapie.

### Lista zmian
- Poprawiono odległość rysowania
- Xboksowy styl broni znany z Painkiller: Hell Wars na konsolę Xbox
- Nowe potwory
- Portale do potworów, aby nie pojawiały się nagle
- Nową muzykę
- Nowy wygląd menu głównego
- Nowy wygląd wczytywania gry
- Zmniejszenie jaskrawości ekranu na poziomie Pełne Morze
- Zamknięty system map
- Nowy system checkpointów
- Więcej amunicji
- Więcej zdrowia na mapie oraz zbroi
- Dodanie teleportów w dwóch miejscach na mapie Katedra
- Dodanie efektów takich jak ogień na mapie
- System „Drzwi”
- Naprawiony błąd z niewidzialnymi czerwonymi duszami
- Usunięty głos bohatera oraz jego pomocniczki
- Dwie nowe bronie znane z Painkiller: Overdose oraz Battle Out of Hell
- Naprawiony efekt mgły

## Dodatek Painkiller: Redemption
W kwietniu 2010 roku po raz pierwszy świat usłyszał o nowym dodatku tworzonym przez fana gry, który wcześniej był odpowiedzialny za łatkę do Painkiller: Resurrection. Dodatek ten wprowadza wiele istotnych zmian w rozgrywce. Gra składa się z map stworzonych wcześniej przez polskie studio People Can Fly, przeznaczonych do trybu gry wieloosobowej. Jednak są one odpowiednio dostosowane, oraz zmienione. Jedną z bardziej istotnych zmian jest wprowadzenie systemu dwóch bohaterów. Fabuła gry opowiada o dwóch postaciach znanych z poprzednich części gry: Daniela z pierwszego Painkillera, oraz Beliala z Painkiller: Overdose. Każda z tych postaci dysponuje odmiennymi rodzajami broni, czyli na przykład Daniel dysponuje starym uzbrojeniem znanym z pierwszej części gry (np. Strzelba, Minigun), a Belial z Painkiller: Overdose broniami takimi jak: Bonegun, CannonGun. Drugą, również istotną zmianą jest dodanie większej ilości potworów. Teraz na mapie jest ich aż 1000, co do tej pory nie zdarzyło się w żadnej z wcześniejszych odsłon gry. Painkiller: Redemption powraca do korzeni serii, czyli do starego systemu gry opartego na zabijaniu „wszystkiego co się rusza”, jednak wprowadzony zostanie też system aren, gdzie w jednym pomieszczeniu można spędzić 10-15 minut. Wydawcą jest JoWooD Entertainment Europe.

## Wymagania dodatku
Wymagania minimalne
- Procesor Pentium IV 2,4 GHz
- 512 RAM
- Karta z Pixel Shader 3.0 lub wyżej oraz 128 MB (GeForce 7300GT lub ATI Radeon)
- 4 GB HDD

Wymagania zalecane
- Procesor Core 2 Duo 1,8 GHz
- 1 GB RAM
- GeForce 7300GT 256 MB
- 4 GB HDD

Warto nadmienić, że ten nieoficjalny dodatek jest oparty na najnowszej wersji PainEngine zmodyfikowanej przez Homegrown Games na potrzeby Painkiller: Resurrection.